# 奧佐納 (佛羅里達州)
奧佐納（英語：Ozona）是位於美國佛羅里達州皮尼拉斯縣的一個非建制地區。該地的面積和人口皆未知。

## 地理
奧佐納的座標為28°04′10″N 82°46′32″W / 28.06944°N 82.77556°W，而該地的平均海拔高度為3米（即10英尺）。